# Villers-l'Hôpital
Villers-l'Hôpital is een gemeente in het Franse departement Pas-de-Calais (regio Hauts-de-France) en telt 266 inwoners (1999). De plaats maakt deel uit van het arrondissement Arras.

## Geografie
De oppervlakte van Villers-l'Hôpital bedraagt 8,3 km², de bevolkingsdichtheid is 32,0 inwoners per km².
De onderstaande kaart toont de ligging van Villers-l'Hôpital met de belangrijkste infrastructuur en aangrenzende gemeenten.

## Demografie
Onderstaande figuur toont het verloop van het inwonertal (bron: INSEE-tellingen).